# Епархия Гронингена-Леувардена
Епархия Гронингена-Леувардена (лат. Dioecesis Groningensis) — епархия Римско-Католической Церкви с центром в городе Гронинген, Нидерланды. Епархия Гронингена-Леувардена входит в архиепархию Утрехта.

## История

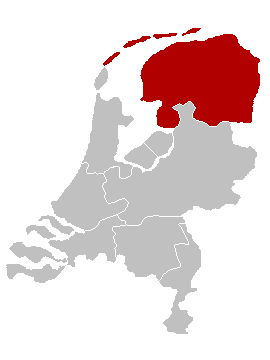
Карта расположения епархии Гронингена-Леувардена

12 мая 1559 года Римский папа Павел IV учредил буллой «Super universas» епархию Гронигена и епархию Леувардена, которые выделились из архиепархии Утрехта. После Нидерландской революции деятельность Католической церкви в Нидерландах была запрещена; епископ епархии Гронингена 22 июля 1594 года бежал в Брюссель, Бельгия. Епископ епархии Леувардена тоже был вынужден покинуть Нидерланды и обосноваться в Брюсселе.
16 июля 1955 года епархии Гронингена и Леувардена были объединены в единую епархию Гронингена-Леувардена.

## Епископы епархии
- епископ Johan Knĳf (8.08.1561 — 1.10.1578);
- епископ Jan van Bruhesen (1592);
- епископ Arnouldus Nĳlen (1594 — 7.03.1603);
- Sede vacante (1603—1955);
- епископ Pieter Antoon Nierman (10.03.1956 — 21.05.1969);
- епископ Johann Bernard Wilhelm Maria Möller (21.03.1969 — 26.04.1999);
- епископ Виллем Якобус Эйк (17.07.1999 — 11.12.2007 — назначен архиепископом Утрехта);
- епископ Gerard Johannes Nicolaus de Korte (18.08.2008 — 5.03.2016 — назначен епископом Хертогенбоса);
- епископ Cornelis Franciscus Maria van den Hout (1.04.2017 — 21.06.2024 — назначен епископом Рурмонда);
- епископ Ronald Gerhardus Wilhelmus Cornelissen (7.07.2025 — по настоящее время).

## Источник
- Annuario Pontificio, Ватикан, 2005